# Siemion Pawłow
Siemion Nikiforowicz Pawłow (ros. Семён Никифорович Павлов, ur. 1899 w Makarowie w guberni kijowskiej, zm. 1952 w Moskwie) – Żyd, funkcjonariusz radzieckich służb specjalnych, generał major, ludowy komisarz spraw wewnętrznych Kirgiskiej SRR (1941-1943).

## Życiorys
Urodzony w rodzinie żydowskiego handlowca, od lutego 1919 pracownik Wydziału Specjalnego Czeki 12 Armii, od marca 1921 w kijowskiej gubernialnej Czece, od sierpnia 1922 do marca 1923 w powiatowym GPU w Starokonstantynowie, od marca do września 1923 na kursach wojskowo-pogranicznych w Charkowie. Od września 1923 do marca 1927 dowódca kompanii pogranicznej w Olewsku, od września 1924 w RKP(b), od marca do września 1927 komendant odcinka 25 Oddziału Pogranicznego w Rybnicy, od września 1929 do listopada 1930 w Wyższej Szkole Pogranicznej OGPU, potem komendant odcinka 24 Oddziału Pogranicznego w Jampolu, od lutego 1933 do lutego 1935 studiował w Akademii Motoryzacji i Mechanizacji Armii Czerwonej w Moskwie. Od lutego 1935 do sierpnia 1936 inspektor Wydziału Operacyjnego Głównego Zarządu Wojsk Pogranicznych NKWD ZSRR, od 28 marca 1936 kapitan, od sierpnia 1936 do września 1937 szef Oddziału 1 Wydziału Specjalnego Zarządu Bezpieczeństwa Państwowego (UGB) Zarządu NKWD obwodu kalinińskiego (obecnie obwód twerski), od 1 września 1937 do 7 kwietnia 1938 szef Oddziału 5 Wydziału 5 Głównego Zarządu Bezpieczeństwa Państwowego, od 7 kwietnia 1938 do 27 kwietnia 1939 szef Wydziału 5 UGB Zarządu NKWD obwodu tulskiego. Od 27 kwietnia 1939 kapitan bezpieczeństwa państwowego i szef okręgowego oddziału NKWD w Osz (Kirgiska SRR), od 16 listopada do grudnia 1939 szef Zarządu NKWD obwodu frunzeńskiego, od 17 października 1939 zastępca ludowego komisarza, a od 26 lutego 1941 do 7 maja 1943 ludowy komisarz spraw wewnętrznych Kirgiskiej SRR, 6 września 1941 awansowany na majora bezpieczeństwa państwowego, a 14 lutego 1943 komisarza bezpieczeństwa państwowego. Od 7 maja 1943 do 25 kwietnia 1945 ludowy komisarz bezpieczeństwa państwowego Kirgiskiej SRR, od 25 kwietnia 1945 do 14 listopada 1946 szef Zarządu NKGB/MGB obwodu jarosławskiego, 9 lipca 1945 mianowany generałem majorem, od listopada 1946 do 25 października 1948 szef Zarządu MGB obwodu stalingradzkiego, następnie zwolniony z powodu choroby. 
Pochowany na Cmentarzu Wagańkowskim.

## Odznaczenia
- Order Lenina (21 lutego 1945)
- Order Czerwonego Sztandaru (3 listopada 1944)
- Order Czerwonej Gwiazdy (20 września 1943)
- Order „Znak Honoru” (26 kwietnia 1940)
- Odznaka "Honorowy Funkcjonariusz Czeki/GPU (XV)" (30 kwietnia1939)

I 2 medale.